# Partito Politico Cristiano Europeo
Il Partito Politico Cristiano Europeo (European Christian Political Party - ECPP), precedentemente conosciuto come Movimento Politico Cristiano Europeo (ECPM), è un partito politico europeo, riconosciuto ufficialmente come tale nel 2010, di ispirazione democristiana e social conservatrice.

## Storia
Nel novembre 2002 i rappresentanti dei partiti politici di oltre 15 paesi hanno intrapreso un percorso di approfondimento, alla ricerca di nuovi spazi, esplicitato alla conferenza "Per un'Europa cristiana" in quel di Lakitelek, Ungheria.
Partiti e organizzazioni cristiane all'interno e all'esterno dell'UE hanno dunque partecipato alla fondazione un movimento politico cristiano.
Nel 2003 sono stati adottati gli otto principi guida "Valori per l'Europa".

### Presidenti
- Peeter Võsu, 2005–2013
- Peter Östman, 2013–2016
- Branislav Škripek, 2016–2021
- Valeriu Ghileţchi, 2021-in corso

## Visione politica
La visione del Partito Politico Cristiano Europeo si articola nei seguenti punti:
- un'Europa della dignità umana;
- un'economia a favore della gente e del pianeta, con lo scopo di sostenere la vita e accrescere il benessere collettivo;
- famiglie solide e matrimoni solidi come base per società floride;
- libertà di culto, pensiero ed espressione, sicurezza e stabilità;
- lotta al traffico degli esseri umani, definita "schiavitù moderna";
- necessità di riformare l'Unione europea;
- tutela della cultura e del patrimonio cristiani.[10]

## Parlamento Europeo
A seguito delle elezioni europee del 2019, tre partiti contano un rappresentante ciascuno al Parlamento europeo: l'olandese Unione Cristiana, che dallo stesso anno appartiene al gruppo del Partito Popolare Europeo (dopo aver fatto parte dal 2004 al 2009 del gruppo Indipendenza e Democrazia e dal 2009 al 2019 del Gruppo dei Conservatori e dei Riformisti Europei), l'olandese Partito Politico Riformato e il tedesco Partito delle Famiglie di Germania, entrambi appartenenti al Gruppo dei Conservatori e dei Riformisti Europei.
Un quarto eurodeputato, il romeno Cristian Terheș, si unì al Partito nel maggio 2020. Nell'aprile 2021 Helmut Geuking del Partito delle Famiglie di Germania passa dal Gruppo ECR al Gruppo del PPE.
Il 1 luglio 2021 Ladislav Ilčić, presidente ad interim del Partito, assume un seggio per la Croazia all'interno del Gruppo dei Conservatori e Riformisti. 
Il suo partito, Sovranisti Croati, non appartiene però direttamente al Partito, a differenza del deputato ungherese Márton Gyöngyösi e del partito Jobbik.

## Finanziamento
In quanto partito politico europeo registrato, il PPCE ha diritto al finanziamento pubblico europeo, che riceve ininterrottamente dalla sua prima richiesta nel 2010.
Di seguito è riportata l'evoluzione dei finanziamenti pubblici europei ricevuti dal PPCE.
Importo (€)Finanziamento pubblico europeo dei partiti politici europei0200.000400.000600.000800.0001.000.0002004200720102013201620192022Importo massimo del finanziamento pubblicoImporto del finanziamento pubblico effettivamente ricevuto
In linea con il regolamento sui partiti politici europei e sulle fondazioni politiche europee, il PPCE raccoglie anche fondi privati per cofinanziare le proprie attività. Nel 2025, i partiti europei dovranno raccogliere almeno il 10% delle loro spese rimborsabili da fonti private, mentre il resto potrà essere coperto dal finanziamento pubblico europeo.
Di seguito è riportata l'evoluzione dei contributi e delle donazioni ricevuti dal PPCE.
Importo (€)Contributi raccolti dai partiti politici europei10.00020.00030.00040.00050.00060.00020102013201620192022PPCE
Importo (€)Donazioni raccolte dai partiti politici europei020.00040.00060.00080.000100.00020102013201620192022PPCE

## Membri

### Partiti membri attuali
| Partito                                               | Nazione     |
| ----------------------------------------------------- | ----------- |
| VIA, la via del popolo                                | Francia     |
| Bündnis C                                             | Germania    |
| Partito delle Famiglie di Germania                    | Germania    |
| Alleanza della Dignità Umana                          | Irlanda     |
| Potere Sovrano                                        | Lettonia    |
| Unione Cristiana                                      | Lituania    |
| Partito Cristiano Democratico di Lituania             | Lituania    |
| Unione Cristiana                                      | Paesi Bassi |
| Partito Politico Riformato                            | Paesi Bassi |
| Destra della Repubblica                               | Polonia     |
| Partito Popolare Monarchico                           | Portogallo  |
| Unione Democratica degli Slovacchi e Cechi di Romania | Romania     |
| Partito Nazionale Conservatore Romeno                 | Romania     |
| Unione cristiana                                      | Slovacchia  |
| Contigo Mas                                           | Spagna      |
| Valores                                               | Spagna      |
| Partito dei Valori Cristiani                          | Svezia      |
| Partito Evangelico Svizzero                           | Svizzera    |
| Jobbik                                                | Ungheria    |

### Associati
Belgio
- C'axent

 Paesi Bassi
- Fondazione per lo sviluppo cristiano democratico internazionale
- SGP-International

 Moldavia
- Accademia politica per l'integrità della leadership - AIC

 Unione europea
- European Christian Political Youth (ECPYouth)[14].

### Membri individuali
Il PPCE comprende anche un certo numero di membri individuali, sebbene, come la maggior parte degli altri partiti europei, non abbia cercato di sviluppare un'adesione individuale di massa.
Di seguito è riportata l'evoluzione dell'adesione individuale al PPCE dal 2019.
Membri individualiMembri individuali dei partiti politici europei0102030405060201920202021202220232024PPCE

## Nelle istituzioni dell'Unione europea
| Organizzazione     | Istituzione                         | Numero di seggi |
| ------------------ | ----------------------------------- | --------------- |
| Unione europea     | Parlamento europeo                  | 4 / 720         |
| Unione europea     | Commissione europea                 | 0 / 27          |
| Unione europea     | Consiglio europeo (Capi di governo) | 0 / 27          |
| Unione europea     | Consiglio dell'UE (Ministri)        |                 |
| Unione europea     | Comitato delle regioni              | 0 / 329         |
| Consiglio d'Europa | Assemblea parlamentare              |                 |